# Maria Anna von Fürstenberg
Maria Anna von Fürstenberg (* 8. Juli 1732 auf Schloss Herdringen; † 18. Februar 1788) war Äbtissin des Stifts Fröndenberg.

## Leben
Sie war die älteste Tochter aus der dritten Ehe von Christian Franz Dietrich von Fürstenberg und Helene von Galen, Tochter des Wilhelm Goswin Anton von Galen. Ein Bruder war unter anderem der spätere Fürstbischof von Paderborn Franz Egon von Fürstenberg. Ein anderer Bruder war der münsteraner Staatsmann Franz Friedrich Wilhelm von Fürstenberg.
Bereits im Alter von sechs Jahren wurde sie und ihre Schwester Alexandrina Franziska für das Leben als Stiftsdamen vorgesehen. Anfangs war für sie eine Präbende in einem Stift in Lothringen vorgesehen gewesen. Als sich dies als zu kostspielig erwies, kaufte der Vater von der Familie von Syberg 1746 eine Präbende im Stift Fröndenberg für 1.100 Reichstaler. Im Jahr 1748 wurde von der Familie von der Recke auch eine Stiftskurie erworben. Zu dieser Zeit gab es keine Residenzpflicht mehr in Fröndenberg, so dass Maria Anna häufig auf Reisen war. 
Im Jahr 1756 erwarb ihre Familie für sie eine weitere Präbende im Stift Borghorst. Dort existierte eine Residenzpflicht von sieben Jahren. Diese leistete Anna Maria während des Siebenjährigen Krieges ab und lebte auch in der Folgezeit in Borghorst. 
Nachdem sie von ihrem Bruder Fürstbischof Franz Egon von Fürstenberg von der schweren Erkrankung der Fröndenberger Äbtissin Hermine Dorothea von Wylich hörte, kehrte sie nach Fröndenberg zurück. Das Wahlrecht in dem gemischt konfessionellen Stift stand nach dem Tod der Äbtissin nun den katholischen Damen zu. Bei der Wahl unterstützte sie ihr Bruder mit Wahlgeschenken von 10.000 Reichstalern. Maria Anna wurde 1769 zur Äbtissin gewählt. 
In ihrer Amtszeit ließ sie den alten, wurmstichigen wahrscheinlich gotischen Altaraufsatz im Ostchor durch einen barocken Nachfolger ersetzen. Er stammte aus der Werkstatt von Eicken aus Hildesheim und stellte den gekreuzigten Jesus dar. Dies löste Protest bei den reformierten Stiftsdamen aus. Sie wandte sich daraufhin an Friedrich den Großen als Landesherren der Grafschaft Mark. Dieser entschied, dass die reformierten Damen einfach einen schwarzen Vorhang vor den Altar ziehen sollten. Gleichzeitig erteilte er die Genehmigung den Altar mit einer großen Figur eines preußischen Adlers zu schmücken, damit man in Zukunft wisse, wer hier als Landesherr Herr im Hause sei. 
Zeitweise übernahm Maria Anna den Unterricht ihrer Nichten und Neffen in Französisch. Außerdem schlichtete sie Familienstreitigkeiten zwischen ihrem kirchenkritischen Bruder Clemens Lothar von Fürstenberg und seinen Kindern. In Fröndenberg förderte sie den katholischen Schulunterricht. Auch unterstützte sie die katholischen Diasporagemeinden in Unna und Iserlohn. In ihrem Testament sah sie eine Stiftung von 1000 Reichstalern für die Erziehung katholischer Kinder in den preußischen Landen vor. 
Sie wurde nach ihrem Tod in der Stiftskirche beigesetzt. Erhalten ist ihre Grabplatte.